# TOMLAB
TOMLAB är en platform för att lösa tillämpade optimeringsproblem med MATLAB.

## Beskrivning
TOMLAB är en generell utvecklingsplattform tillgänglig för MATLAB-användare för forskning, utbildning och praktiska lösningar av optimeringsproblem. Den möjliggör en lösning av en mängd nya problem i MATLAB och ger användaren ett urval av optimeringslösare.

## Optimeringsproblem som hanteras av TOMLAB
TOMLAB klarar av att lösa olika problemtyper såsom:
- Linjär programmering
- Kvadratisk programmering
- Icke-linjär programmering
- Binär- och heltalsoptimering
- Blandad kontinuering och heltalsoptimering med eller utan konvexa kvadratiska bivillkor
- Kontinuerlig- och heltalsoptimering för icke-linjära problem
- Linjära och icke-linjära minstakvadrat-problem, med olika typer och normer
- Kurv-optimering
- Global optimering
- Semidefininita programmeringsproblem med bilinjära matris-bivillkor
- Mål-programmering
- Geometrisk programmering
- Genetisk programmering
- Dyr eller kostsam global optimering
- Komplementära problem

## Annan funktionalitet
TOMLAB hanterar även andra områden:
- Optimal styrning med PROPT och SOCS
- Automatisk differentiering med MAD
- Koppling till AMPL